# Берлінка (село)
Бе́рлінка (рос. Берлинка) — село у складі Зирянського району Томської області, Росія. Входить до складу Зирянського сільського поселення.

## Населення
Населення — 641 особа (2010; 696 у 2002).
Національний склад (станом на 2002 рік):
- росіяни — 94 %